# Wangbuding
Wangbuding (kinesiska: 汪布顶, 汪布顶乡) är en socken i Kina. Den ligger i den autonoma regionen Tibet, i den sydvästra delen av landet, omkring 740 kilometer öster om regionhuvudstaden Lhasa. Antalet invånare är 8670. Befolkningen består av 4 291 kvinnor och 4 379 män. Barn under 15 år utgör 27,0 %, vuxna 15-64 år 66 %, och äldre över 65 år 6,0 %.
Genomsnittlig årsnederbörd är 836 millimeter. Den regnigaste månaden är juni, med i genomsnitt 201 mm nederbörd, och den torraste är december, med 2 mm nederbörd.